# Cantabrische Oorlogen
De Cantabrische Oorlogen (29-19 v.Chr.) waren de oorlogen tussen het Romeinse Rijk en de inlandse stammen in Noord-Spanje, de Cantabri en de Astures. Het was een van de grootste oorlogen waarin het Romeinse Rijk ooit verwikkeld was. Na de Romeinse overwinning in 19 v.Chr. had het rijk het volledige Iberisch Schiereiland (Hispania) veroverd.

## Wat voorafging

Gebied waar de Cantabri actief waren.

De Cantabri waren waarschijnlijk Kelten die leefden in het noorden van het Iberisch Schiereiland, rond de huidige steden Santander en Bilbao en in de meer in het binnenland gelegen bergen. Deze geduchte vechters waren al lange tijd bekend bij de Romeinen: zo vochten Cantabri mee in het leger van Hannibal Barkas tijdens de Tweede Punische Oorlog (218 - 201 v.Chr.), hielpen ze met het ontzet van de door de Romeinen belegerde stad Numantia (151 v.Chr.) en versloeg Publius Licinius Crassus in 56 v.Chr. tijdens de verovering van Aquitanië een gecombineerde strijdmacht van Aquitaniërs en Cantabri. In de slag om Ilerda (Lleida) tijdens de Burgeroorlog tussen Pompeius en Caesar (49-45 v.Chr.) vochten Cantrabi aan Caesars zijde mee. De Cantabri vielen regelmatig de Romeinse provincies binnen, wat in 29 v.Chr. leidde tot het begin van de Cantabrische oorlogen.

## Verloop

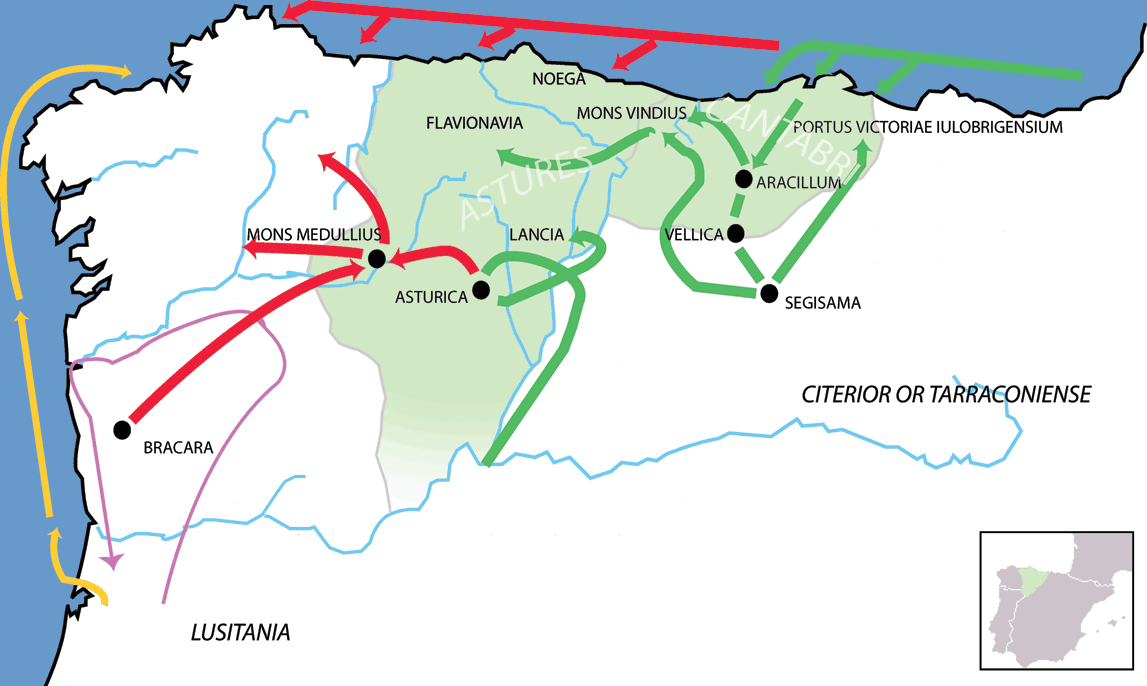
Romeinse expedities in Noord-Spanje
138 v.Chr. - Expeditie van Brutus Callaicus
61 v.Chr. - Caesars expeditie naar Galicië
26 v.Chr.-campagne
25 v.Chr.-campagne

De strijd tegen de Cantabri was al drie jaar bezig toen keizer Augustus in 26 v.Chr. in eigen persoon naar Spanje kwam. De Astures hadden zich inmiddels bij de Cantabri aangesloten. Augustus betrok zijn hoofdkwartier in Segisama (Burgos) en zette acht legioenen en diverse hulptroepen in. Het 1e, 2e, 4e, 9e en 20e legioen in Cantabrië en het 5e, 6e en 10e legioen in Asturië. Met de Romeinse vloot aan de kust was de omcirkeling compleet. Eind 25 v.Chr. werden Romeinse bases gebouwd langs de Astura-rivier (de huidige Esla). De Astures kwamen uit de bergen en waren van plan de Romeinse winterkampen te overvallen. Augustus werd echter op tijd gewaarschuwd door de Brigaeci en liet generaal Carisius de Astures aanvallen. Deze trokken zich terug in hun versterkte stad Lancia (in de huidige gemeente Villasabariego). De Astures werden verslagen, maar pleegden liever zelfmoord dan slaven van de Romeinen te worden.
In 25 v.Chr. verliet Augustus de streek: hij verhuisde naar Tarragona, waarschijnlijk vanwege ziekte. In 19 v.Chr. waren de Cantabri grotendeels overwonnen, hoewel er tot 16 v.Chr. nog kleine opstanden voorkwamen. Het 4e en 10e legioen zouden nog tientallen jaren in Cantabrië blijven om de rust te bewaren.